# William W. Hoppin

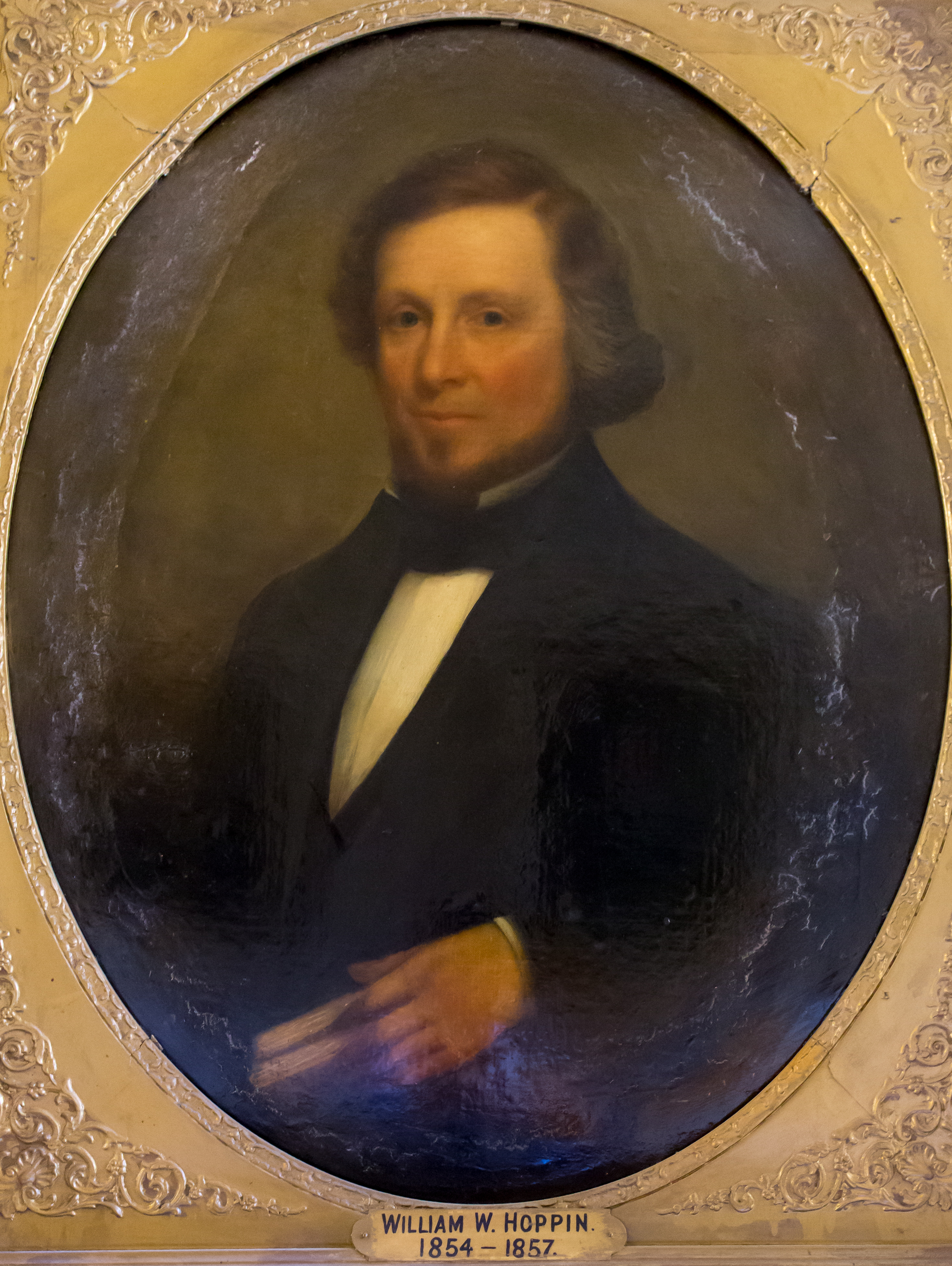
William W. Hoppin

William Warner Hoppin, född 1 september 1807, död 18 april 1890, var en amerikansk jurist och politiker och guvernör i Rhode Island.

## Tidigt liv
Hoppin föddes i Providence, Rhode Island. Han tog examen från Hopkins School 1824 och studerade sedan vid Yale University, där han tog grundexamen och sedan examen i juridik.

## Politisk karriär
Hoppins första valda ämbete var till fullmäktige (common council) i Providence, Rhode Islands största stad och huvudstad.
Hoppin var kandidat för Whig och det så kallade Know Nothing Party i guvernörsvalen i Rhode Island från 1854 till 1857. Han besegrade demokraten Francis M. Dimond i valet 1854 och efterträdde honom som guvernör den 2 maj 1854. Han satt kvar till den 26 maj 1857, då han efterträddes av republikanen Elisha Dyer. Han var den senaste guvernören i Rhode Island som varken företrädde Demokraterna eller Republikanerna.
År 1856 blev han vald till delegat till Republikanska partiets nationella konvent.
Han deltog i fredskonferensen 1861 och under amerikanska inbördeskriget gav han starkt stöd åt Unionen och dess krigsansträngningar.
Han begravdes på Swan Point Cemetery i Providence.